# Rescissió de contracte
"Rescissió de contracte" (títol original en anglès "Escape Clause") és el sisè episodi de la sèrie de televisió d’antologia La Dimensió Desconeguda. Es va emetre originalment el 6 de novembre de 1959 a la cadena CBS. Ha estat doblat al català i es va emetre a TV3.És "la història d'un estrany contracte entre un home mortal i la seva majestat més satànica";.

## Narració d'obertura
| « | Estàs a punt de conèixer un hipocondríac. Testimoni Sr. Walter Bedeker, quaranta-quatre anys. Té por del següent: mort, malalties, altres persones, gèrmens, corrent d'aire i tota la resta. Té un interès per la vida i aquest és Walter Bedeker. Una preocupació: la vida i el benestar de Walter Bedeker. Una preocupació constant sobre la societat: que si Walter Bedeker mor, "com sobreviurà sense ell"? | » |

## Argument
Walter Bedeker, un hipocondriac paranoic i egocèntric, està convençut que la seva dona Ethel i el seu metge (que insisteix que Bedeker té bona salut) estan conspirant per matar-lo posant-lo malalt intencionadament. Després que se'n van, un home gran i rotund que es diu Cadwallader apareix a l'habitació de Bedeker, oferint-li la immortalitat i una parada gairebé total al seu envelliment físic. Bedeker endevina la veritable identitat de Cadwallader (el diable) però no té por. Regateja amb Cadwallader, que admet que vol l'ànima d'en Bedeker i assenyala amb precisió que l'altre mai no la perdrà ni s'adonarà quan s'ha anat.
Cadwallader insereix una clàusula de rescissió que permet en Bedeker convocar-lo en qualsevol moment si decideix morir. Bedeker sospita, però després que Cadwallader se'n vagi, posa a prova el seu nou poder posant les mans sobre un radiador calent i trobant-los il·lesos, després llança tots els seus medicaments per una finestra, per sorpresa d'Ethel.
Bedeker utilitza la seva invulnerabilitat recent descoberta per cometre frau a l'assegurança, reclamant acords falsos, i guarnint emocions barates llançant-se a accidents que amenacen la vida. Després de fer-ho 14 vegades, conclou que l'absència de risc i la por ha fet que la seva vida sigui un avorriment terrible. Barreja intencionadament una barreja de líquids verinosos per a la llar i la beu, sorprenent Ethel, però no té cap efecte sobre ell. Bedeker explica la seva situació a Ethel, advertint-la que si tingués imaginació, trobaria alguna manera perquè ell experimentés una mica d'emoció. Proclamant que saltarà pel celobert del seu edifici d'apartaments, Ethel intenta inútilment detenir-lo, caient tràgicament a la seva pròpia desaparició.
En Bedeker truca tranquil·lament a la policia, confessant haver matat a Ethel. És detingut i portat a judici. Ell espera experimentar la cadira elèctrica. Tanmateix, a causa de l'estratègia de defensa del seu advocat, és condemnat a presó perpètua sense llibertat condicional. Cadwallader apareix a la cel·la de la presó de Bedeker per recordar-li la clàusula de rescissió. Adonant-se que s'enfrontarà a l'eternitat a la presó si no la fa servir, Bedeker assenteix i immediatament pateix un atac cardíac fatal. El guàrdia descobreix el seu cos sense vida i sospira: "Pobre diable...".

## Narració de cloenda
| « | Hi ha una dita: "Tots els homes són condemnats a morir a la Terra, el temps i el mètode d'execució es desconeixen". Potser això és com hauria de ser. Cas concret: Walter Bedeker, recentment mort. Un home petit amb un ien per viure. Colpejat pel diable, pel seu propi avorriment i per l'esquema de les coses en aquesta, la Dimensió Desconeguda. | » |

## Vista prèvia per a la història de la setmana vinent
| « | Una de les estrelles de la setmana vinent està al meu costat ara. Ella apareixerà en un conte més inusual anomenat "El solitari". És una història que té lloc en un - (veu femenina) un asteroide, i és una premissa molt intrigant. (Serling) Ho sona. La setmana vinent a La Dimensió Desconeguda, Jack Warden, John Dehner i Jean Marsh apareixen en una estranya història d'un home i una dona? Jo tampoc ho entenc. Gràcies i bona nit. | » |

## Repartiment
- David Wayne com a Walter Bedeker
- Thomas Gomez com a Mr. Cadwallader
- Virginia Christine com a Ethel Bedeker
- Dick Wilson com a assegurador #1 (Jack)
- Joe Flynn com a assegurador #2 (Steve)
- Wendell Holmes com a advocat de Bedeker
- Raymond Bailey com a metge de Bedeker

## Producció
"Rescissió de contracte" va ser un dels tres episodis en producció esmentats per Rod Serling a la seva pel·lícula promocional de 1959 que presentava la sèrie a possibles patrocinadors, els altres eren "El solitari" i "El Senyor Denton al dia del judici final" (anomenat "Death, Destry and Mr. Dingle").

## Impacte
"Aquí hi havia una petita joia. Bona feina, Rod Serling. Aquesta petita peça sobre un hipocondríac que s'embolica amb un diable obès i clerical classificat amb el millor que s'ha aconseguit mai en una televisió filmada de mitja hora". —Extracte de la ressenya Daily Variety.
The Twilight Zone Tower of Terror de Disney's Hollywood Studios té una referència a aquest episodi situat al soterrani de l'atracció. Els ascensors disposen d'una placa d'inspecció, signada per "Cadwallader", amb el número d'inspecció "10259". Aquests números representen el 2 d'octubre de 1959, la data de la primera emissió de La Dimensió Desconeguda.